# Marlen Haushofer
Marlen Haushofer (z d. Frauendorfer) (ur. 11 kwietnia 1920 we Frauenstein, zm. 21 marca 1970 w Wiedniu) – austriacka pisarka.
W 1930 roku rozpoczęła naukę w Gimnazjum Urszulanek w Linzu. Od 1940 roku studiowała germanistykę, najpierw w Wiedniu, później w Grazu, ale studiów nie ukończyła.
Na początku lat 50. XX wieku opublikowała pierwszą nowelę Das fünfte Jahr, nagrodzoną w 1953 roku nagrodą Kleiner Österreichischer Staatspreis für Literatur. Przyniosło jej to uznanie w literackich kręgach, między innymi Hansa Weigla i Hermanna Hakela.
Na początku lat 60 zaczęła tworzyć powieść „Ściana” (Die Wand), o kobiecie żyjącej w górskiej dolinie, odciętej niewidzialną ścianą od reszty świata, w którym zginęli wszyscy ludzie i zwierzęta. Chociaż „Ściana” nie przyniosła jej natychmiastowego sukcesu, później stała się jej najbardziej rozpoznawalnym dziełem, poddawanym różnym interpretacjom. Na język polski przetłumaczyła ją najpierw Zofia Kania (PIW, 1990, ISBN 83-06-01964-4) , a następnie Małgorzata Gralińska (Art Rage, 2024). Powieść została sfilmowana w 2012 roku.
Haushofer pisała książki dla dzieci, słuchowiska radiowe, opowiadania, a wśród nich opowiadanie Wir toten Stella, za które otrzymała w 1963 roku prestiżowe stypendium Towarzystwa im. Arthura Schnitzlera i które w 2017 roku doczekało się ekranizacji w reżyserii Juliana Polslera. 
Zmarła na raka kości w szpitalu w Wiedniu.

## Życie prywatne
Była córką leśnika, który pracował przy organizacji polowań dla arystokratów. Motyw ten pojawiał się później w jej twórczości. Wyszła za mąż za dentystę Manfreda Haushofera. Po paru latach małżonkowie rozwiedli się, ale po kilku kolejnych latach zeszli się i ponownie wzięli ślub.